# (1269) Rollandia
(1269) Rollandia est un astéroïde de la ceinture principale extérieure découvert par Grigori Néouïmine à Simeïz le 20 septembre 1930. Il fut nommé en référence à l'écrivain Romain Rolland.